# Menesztratosz (szobrász)
Menesztratosz (I. e. 3. század) görög szobrász.
Feltehetőleg Nagy Sándor korában élt. Héraklész és Hekaté szobrait készítette el az Epheszoszi Artemisz-templom számára; a templom szolgái  a látogatókat figyelmeztették, hogy a szobrok szemlélésénél kíméljék szemüket, oly nagy volt azok márványának ragyogása. Tatianosz Learkhisz költőnő szobrát is említik tőle.